# Juglans californica
Juglans californica är en valnötsväxtart som beskrevs av S. Wats. Juglans californica ingår i släktet valnötter, och familjen valnötsväxter. Den norra populationen blev godkänd som art, Juglans hindsii.
Arten är utformad som en buske eller ett träd som kan bli 5 till 9 meter högt. Stammen har i brösthöjd en diameter av 10 till 30 cm. Grenarna börjar på ganska låg höjd. Barken består av skivor och har en grå färg. Bladen är 4 till 9,5 cm långa och 1,5 till 2,5 cm breda. Bladen har i princip inga håriga utskott. Frukterna är klotrunda med en diameter av 2 till 3,5 cm. Det finns endast ett tunnt skål kring nöttet.
Juglans californica blommar mellan mars och maj. Den förekommer i sydvästra Kalifornien norrut till Lompoc. Arten växer i låglandet och i kulliga regioner mellan 30 och 900 meter över havet. Den hittas i skogar och i träskmarker. Skogarna domineras ofta av Quercus agrifolia. Efter bränder utvecklas ett nytt träd från rötterna. Artens frön är en viktig födokälla för fåglar.
Beståndet hotas främst av landskapsförändringar. Växten påverkas även av intensiva bränder och av konkurrensen med introducerade träd. Ibland bildas hybrider med Juglans hindsii. Arten kan motstå svampen Geosmithia morbida som orsakar en sjukdom hos svart valnöt. IUCN kategoriserar arten globalt som nära hotad.

## Bildgalleri

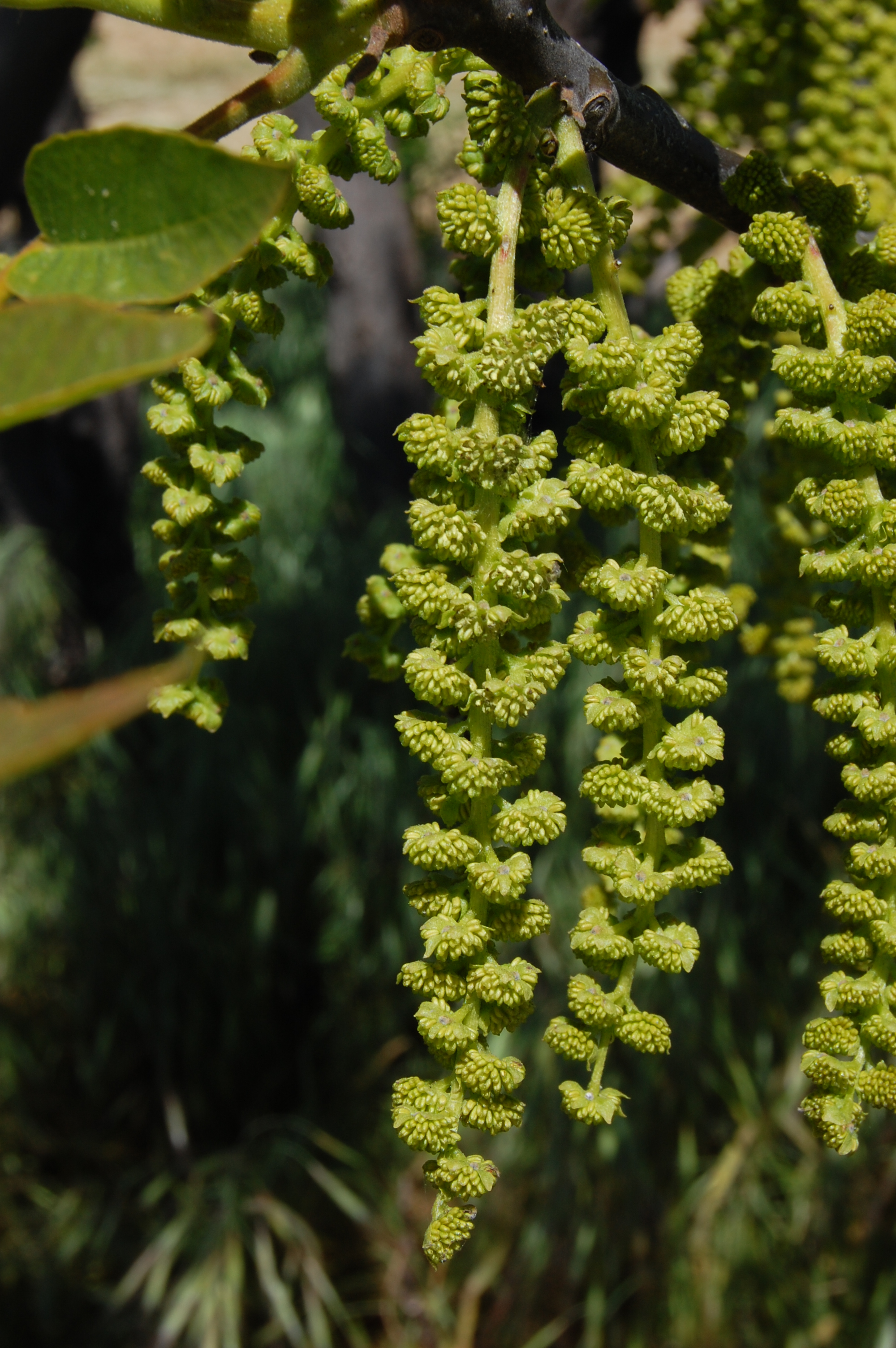
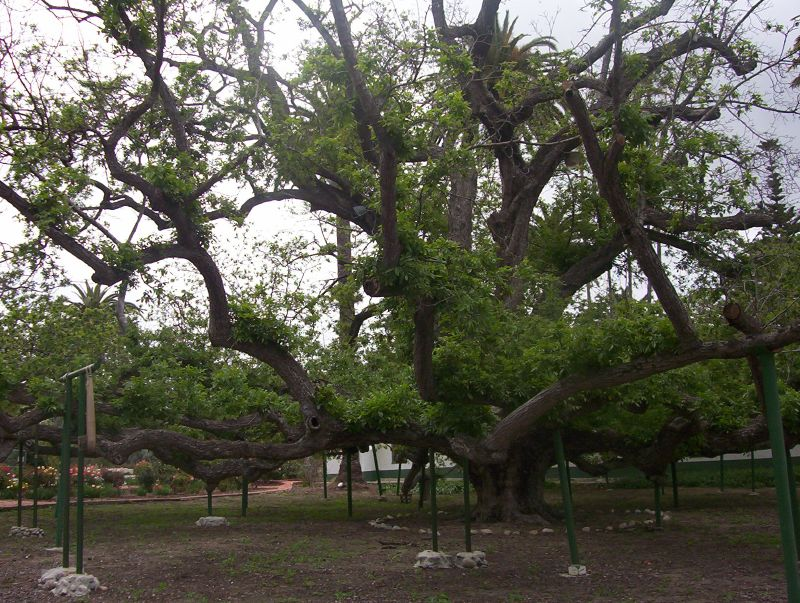
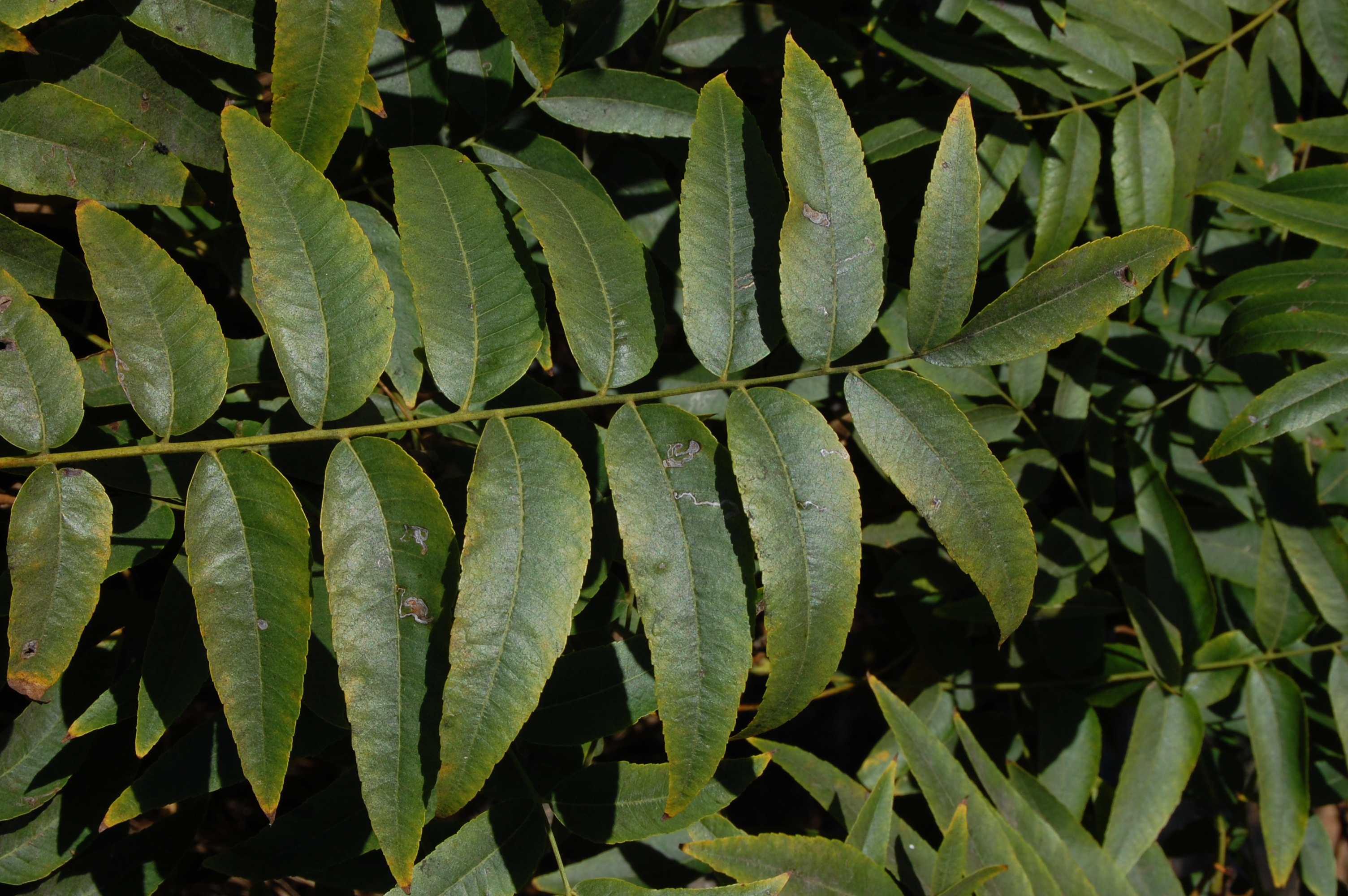
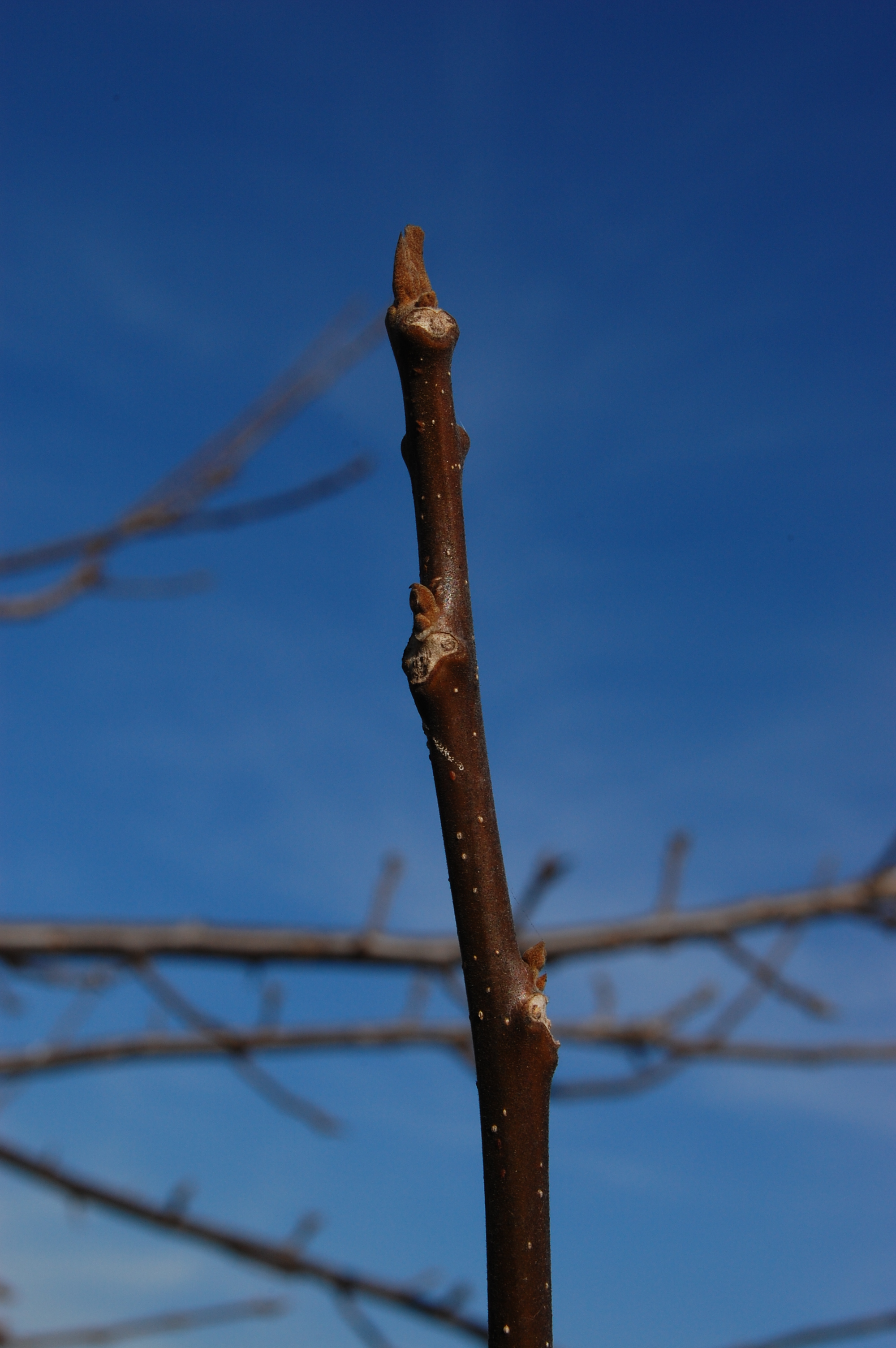
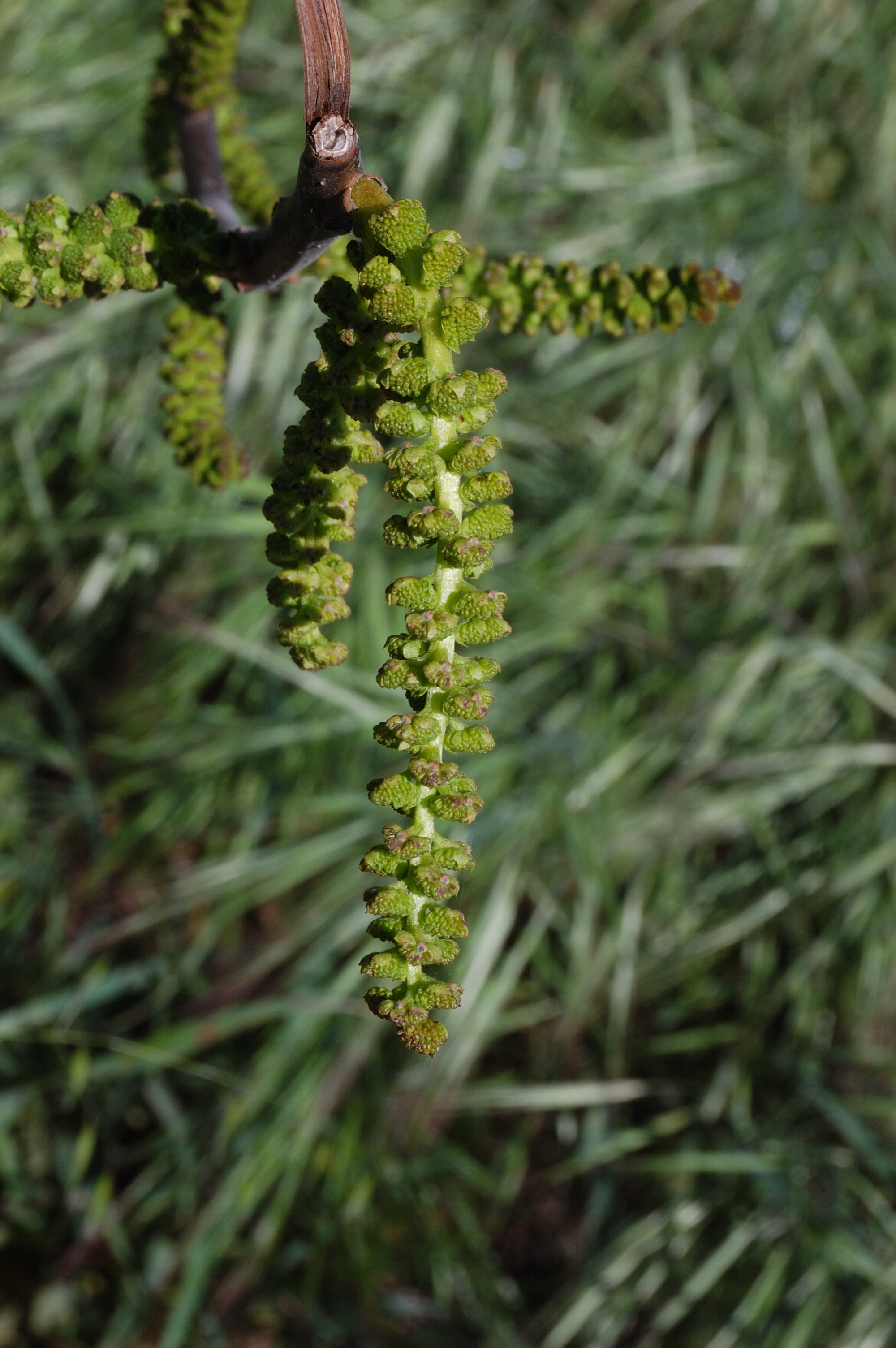